# شرلوک هولمز (فیلم ۲۰۱۰)
«شرلوک هولمز» (انگلیسی: Sherlock Holmes (2010 film)) فیلمی در ژانر است که در سال ۲۰۱۰ منتشر شد. از بازیگران آن می‌توان به گرث دیوید-لوید اشاره کرد.